# Degetăruț

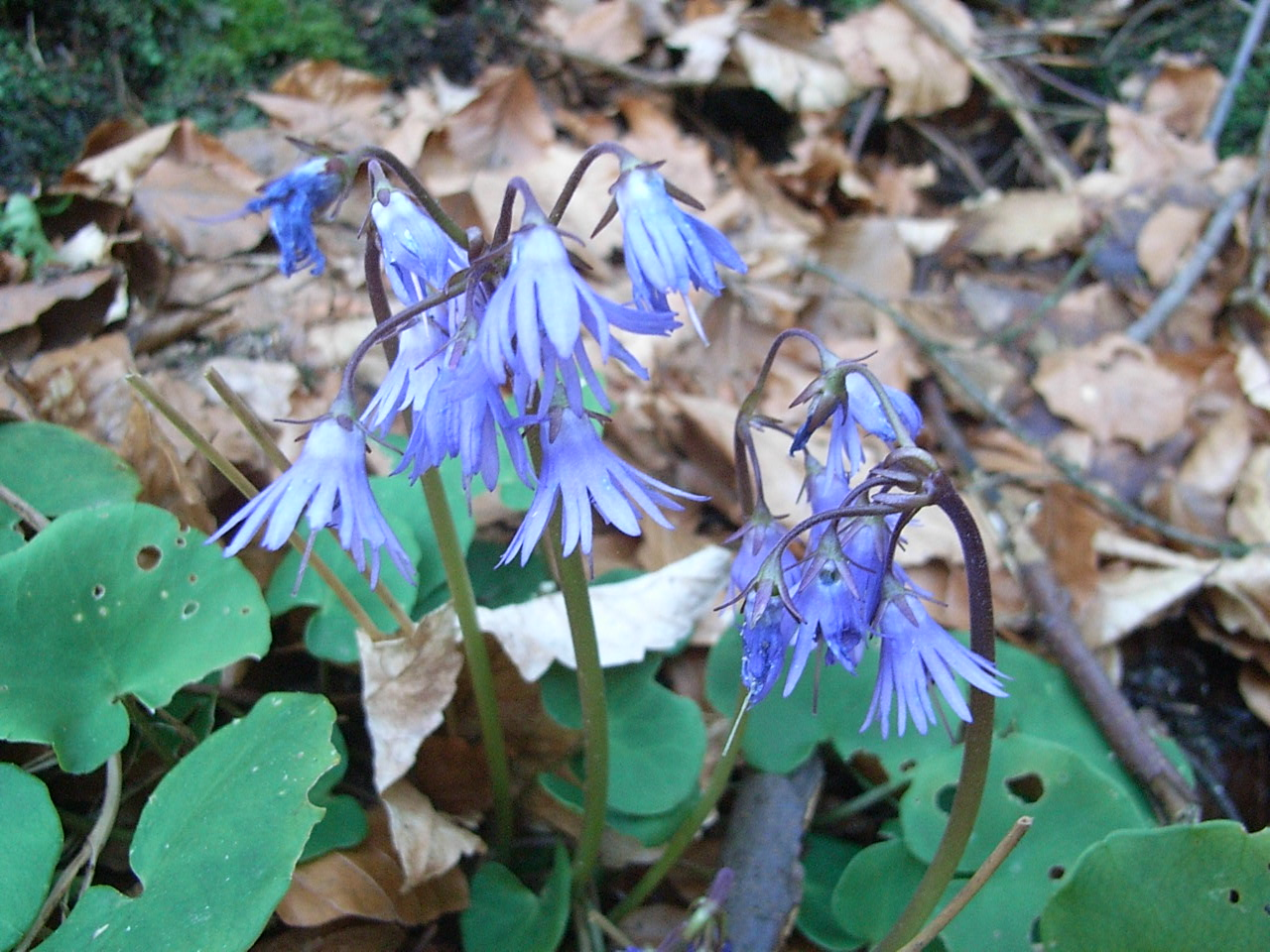
Soldanella montana

Degetăruț (Soldanella montana și Soldanella alpina) este o plantă erbacee din familia Primulaceae. Tulpina este fără frunze și are maxim 150 mm înălțime. Frunzele, aproape rotunde, cresc numai la baza tulpinii. Înflorește în lunile mai-iunie.